# Ptilothrix fuliginosa
Ptilothrix fuliginosa är en biart som först beskrevs av Heinrich Friese 1910.  Ptilothrix fuliginosa ingår i släktet Ptilothrix och familjen långtungebin. Inga underarter finns listade i Catalogue of Life.